# Three Times
Pour plus de détails, voir Fiche technique et Distribution.
Three Times (最好的時光, Zui hao de shi guang) est un film franco-taïwanais réalisé par Hou Hsiao-hsien, sorti en 2005.

## Synopsis
Le film est divisé en trois histoires d'amour se déroulant pendant trois années différentes (1911, 1966, 2005), où les personnages sont joués par le même couple de comédiens, évoquant ainsi le même amour.

## Fiche technique
- Titre : Three Times
- Titre original : Zui hao de shi guang
- Réalisation : Hou Hsiao-hsien
- Scénario : Chu Tien-wen et Hou Hsiao-hsien
- Direction de la photographie : Mark Lee Ping-bin
- Pays d'origine :  Taïwan et  France
- Langues originales : mandarin et minnan
- Genre : drame et romance
- Durée : 132 minutes
- Dates de sortie :
  - France : 20 mai 2005 (Festival de Cannes) ; 16 novembre 2005 (sortie nationale)
  - Taïwan : 25 juin 2005 (Festival de Taipei) ; 28 octobre 2005 (sortie nationale)
  - Canada : 9 septembre 2005 (Festival de Toronto)
  - Belgique : 15 février 2006

## Distribution
- Shu Qi (VF : Chloé Berthier) : May (1966) / la courtisane (1911) /Jing (2005)
- Chang Chen (VF : Rémi Bichet) : Chen (1966) / Mr. Chang (1911) / Zhen (2005)
- Fang Mei : vieille femme
- Shu-Chen Liao : Madame / la mère de Jing (2005)
- Mei Di	: la mère de May (1966) / Madame
- Shi-Shan Chen : Haruko (1966) / Ah Mei (1911)
- Lee Pei-Hsuan : l'hôtesse / Micky
- Ko Yu-Luen

## Distinctions

### Récompense
- Abricot d'or du meilleur film, lors du Festival international du film d'Erevan en  2006.